# Geranium yunnanense
Geranium yunnanense là một loài thực vật có hoa trong họ Mỏ hạc. Loài này được Franch. mô tả khoa học đầu tiên năm 1889.